# Tomares mauritanicus
Tomares mauritanicus is een vlinder uit de familie van de Lycaenidae. De wetenschappelijke naam van de soort is voor het eerst geldig gepubliceerd in 1849 door Lucas.